# جورج واشنطن بولتون
جورج واشنطن بولتون (بالإنجليزية: George Washington Bolton) هو شخصية أعمال ومصرفي وسياسي أمريكي، ولد في 15 سبتمبر 1841 في مقاطعة ديكالب في الولايات المتحدة، وتوفي في 2 أغسطس 1931 في الإسكندرية في الولايات المتحدة. حزبياً، نشط في الحزب الديمقراطي. وقد انتخب عضو مجلس نواب لويزيانا.